# Wersy, ludzie, hip-hop
Wersy, ludzie, hip-hop – minialbum studyjny duetu Słoń i Mikser. Wydawnictwo ukazało się 13 grudnia 2010 roku nakładem wytwórni muzycznej Unhuman.
W 2014 roku ukazało się wznowienie nagrań, jako materiał dodatkowy do płyty Demonologia (2010). Reedycja dotarła do 32. miejsca zestawienia OLiS.

## Lista utworów
Opracowano na podstawie materiału źródłowego.
1. „Intro” – 1:15
2. „Wersy” – 5:50
3. „Ludzie” – 3:31
4. „Hip hop” – 4:51